# Відрада (альбом)
Відрада це альбом Олега Скрипки, діючого вокаліста гурту Воплі Відоплясова, випущений у 2004 році. Бонусом йде відео з концерту Скрипки у Львівській опері 28 лютого 2004 г. Пісня "Країна мрій" виконана разом із фольклорним колективом "Божичі" та ансамблем народних інструментов "Галичина". Перевиданий у 2008 году лімітованим накладом 500 екз. У перевиданні з'явився ще один трек "Вирішив поїхати я з рідного села", але пропав відео-бонус.

## Список композицій
1. Відрада (3:27)
2. Tombe la neige (2:57)
3. Не пробуждай воспоминания (5:22)
4. Fever (3:19)
5. Rien de rien (3:19)
6. Осінь (3:34)
7. It's now or never (4:32)
8. Ромашки спрятались (4:04)
9. Qui sas (3:21)
10. Не питай (3:37)
11. Ой, та хто горя не знає (3:06)

## Над альбомом працювали
- Аранжування, запис, гітара, труба, баян, семплер, програмування, вокал, бек-вокал — Олег Скрипка
- Мікс, мастеринг — Максим Капуста
- Табла — Сергей Пучков (пісні: 1, 9)
- Духові — А. Бурито (пісні: 4, 8) , В. Пушкар (пісні: 4, 8) , М. Кочетов (пісні: 4, 8)